# Arnold Bell
Arnold Bell (23 de maio de 1901 – 12 de março de 1988) foi um ator britânico.
Natural de Yorkshire, Inglaterra, Bell foi ativo na carreira cinematográfica entre as décadas de 1930 e 1960.
Faleceu em Worthing, Sussex, Inglaterra, em 1988.

## Filmografia selecionada
- Convict 99 (1919)
- Josser in the Army (1932)
- Strange Experiment (1937)
- The Greed of William Hart (1948)
- Murder at 3am (1953)
- Rough Shoot (1953)
- The Fake (1953)
- Star of India (1954)
- The Golden Link (1954)
- Svengali (1954)
- The Master Plan (1954)
- A Prize of Gold (1955)
- One Jump Ahead (1955)
- Virgin Island (1958)
- The Safecracker (1958)
- Three Crooked Men (1958)
- The Square Peg (1958)
- Innocent Meeting (1958)
- Top Floor Girl (1959)
- Feet of Clay (1960)
- An Honourable Murder (1960)
- Nothing Barred (1961)
- Troubled Waters (1964)
- Three Hats for Lisa (1965)